# كريستين ليمان
كريستين ليمان (ولدت 3 مايو 1972) ممثلة وراقصة كندية، اشتهرت بأدوارها في المسلسلات التلفزيونية "بولترجيست: الإرث" و"الحكم على آمي" و"القتل". بين عامي 2013 و2016، لعبت دور المحققة أنجي فلين في مسلسل "موتيف" على قناة سي تي في. في عام 2018، لعبت ليمان دور ميريام بانكروفت، زوجة لورانس بانكروفت، في الموسم الأول من مسلسل "الكربون المتغير" على نتفليكس.

## نشأتها
وُلدت ليمان في نيو ويستمنستر، كولومبيا البريطانية، ونشأت في فانكوفر، ودرست الباليه الكلاسيكي في الأكاديمية الملكية للرقص في كندا لمدة ثماني سنوات. بدأت التمثيل بشكل احترافي منذ عام 1995. في التسعينيات، شاركت في برامج كندية مثل "فارس للأبد" و"الجنوب المائل" و"كونغ فو: الأسطورة مستمرة"، قبل أن تنتقل إلى لوس أنجلوس.

## حياتها الشخصية
ليمان متزوجة من الممثل آدم ريد، ولديهما ابن.

## روابط خارجية
- كريستين ليمان على موقع IMDb (الإنجليزية)
- كريستين ليمان على موقع ألو سيني (الفرنسية)
- كريستين ليمان على موقع أول موفي (الإنجليزية)
- كريستين ليمان على موقع قاعدة بيانات الأفلام السويدية (السويدية)
- كريستين ليمان على موقع قاعدة بيانات الفيلم (الإنجليزية)
- كريستين ليمان على موقع كينوبويسك (الروسية)